# St. Johannes der Täufer (Hammelburg)

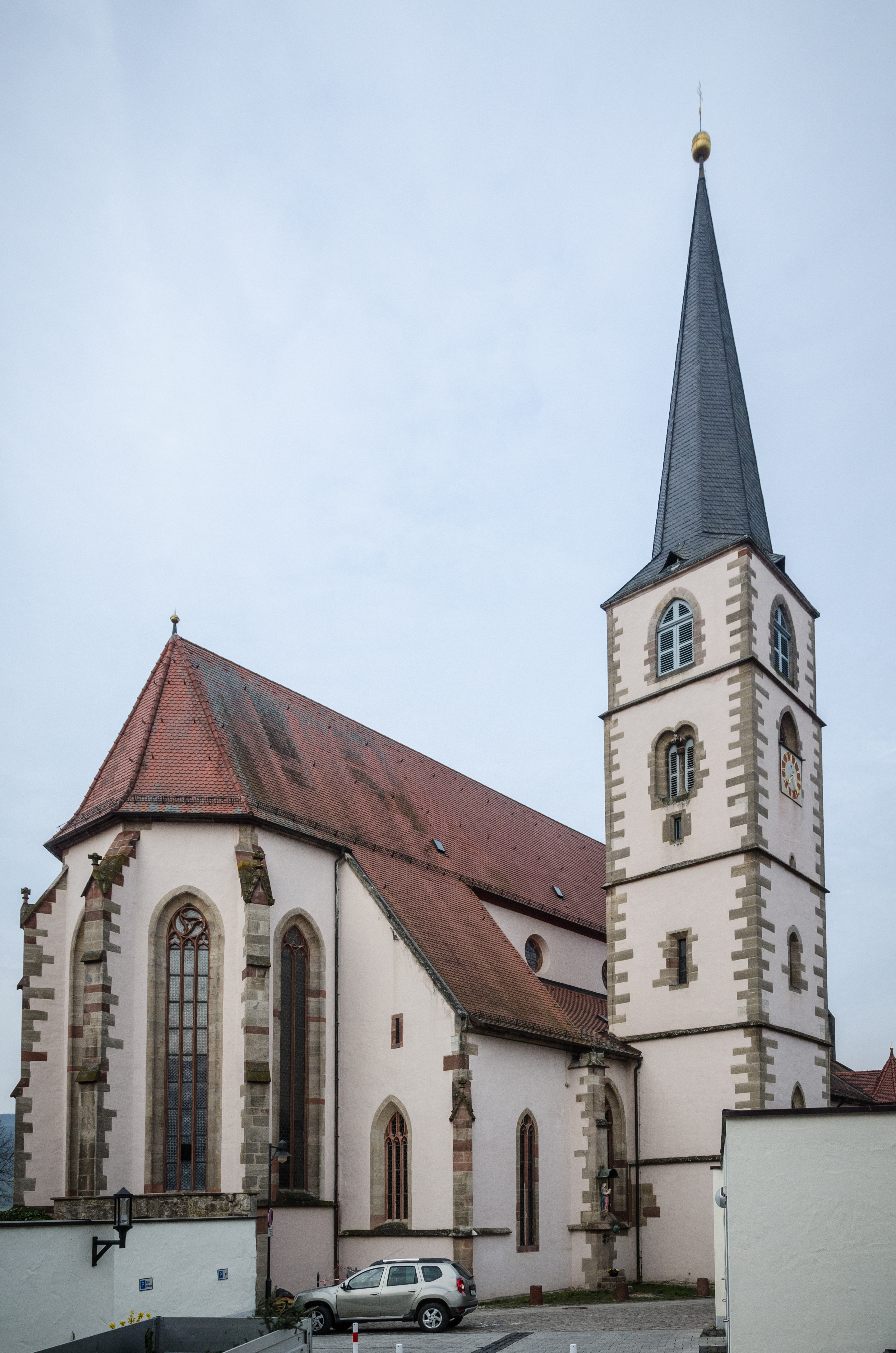
Die St. Johannes der Täufer-Kirche von Hammelburg.

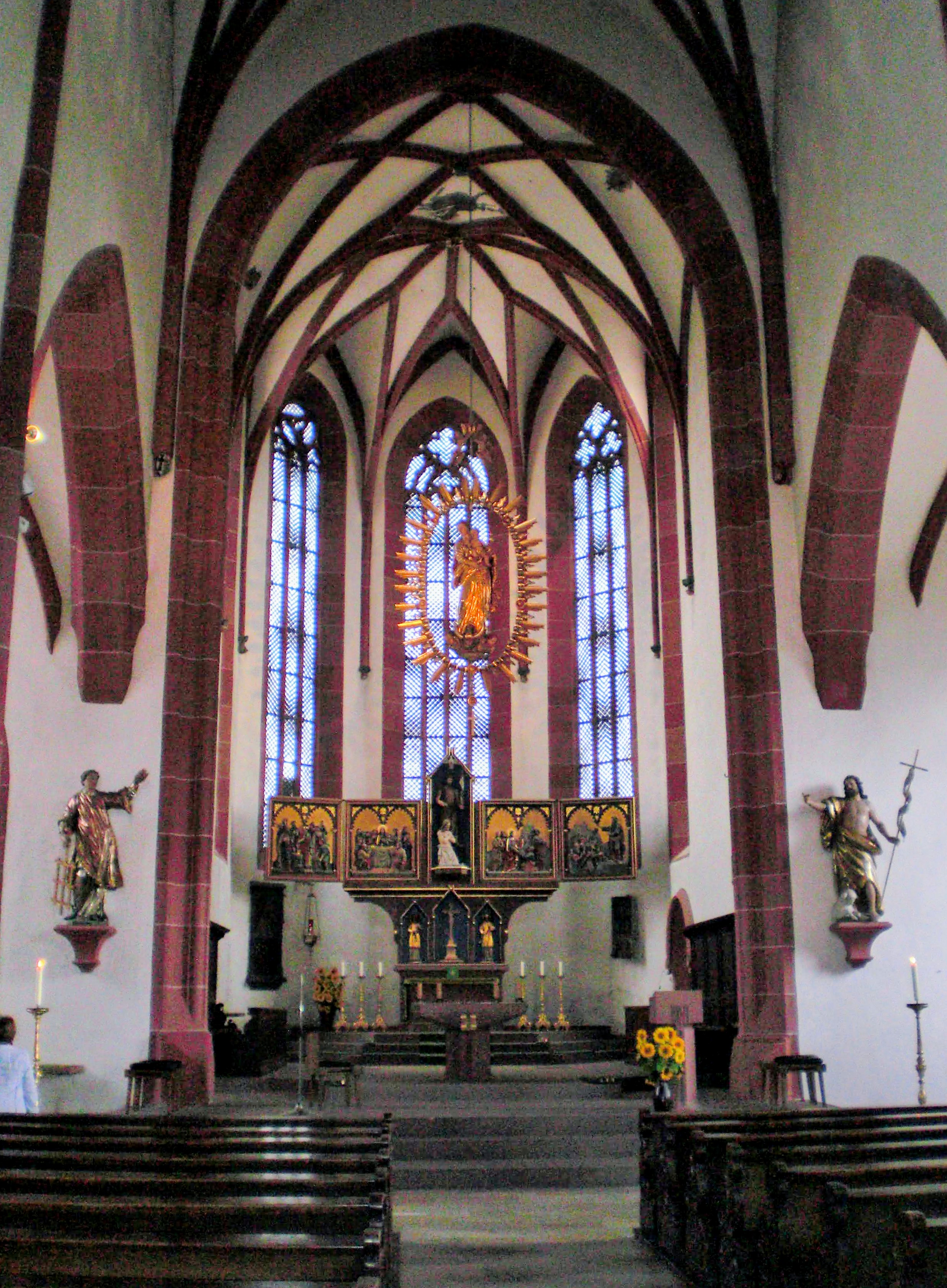
Innenansicht mit Auwera-Madonna über dem Hochaltar.

Die römisch-katholische Kirche St. Johannes der Täufer in Hammelburg, einer Stadt im unterfränkischen Landkreis Bad Kissingen, ist Johannes dem Täufer geweiht.
Die Kirche gehört zu den Hammelburger Baudenkmälern und ist unter der Nummer D-6-72-127-40 in der Bayerischen Denkmalliste registriert.
Die Pfarrgemeinde Hammelburg bildet mit einigen Nachbarpfarreien die Pfarreiengemeinschaft Sieben Sterne im Hammelburger Land im Dekanat Hammelburg (Bistum Würzburg).

## Geschichte

### Anfänge
Die St.-Johannes-der-Täufer-Kirche ging – wahrscheinlich im Rahmen eines Neubaus – im Jahr 1389 durch einen Patroziniumswechsel aus der ehemaligen St.-Martins-Königsgut-Kirche hervor. Die Arbeiten fanden unter Pfarrer Theodrich (später Pfarrer von Hundsfeld) als Bauherr sowie Baumeister Conrad Smid statt, der auch Stadtschultheiß von Hammelburg war und seiner verstorbenen Gattin am Chorhaupt der Pfarrkirche ein Grabdenkmal widmete. Im Jahr 1461 konnte die Kirche ihrer Bestimmung übergeben werden. Anscheinend fanden dort im Jahr 1530 weitere Baumaßnahmen statt.
In der Kirche befinden sich seit dem 14. Jahrhundert mehrere Grabsteine, so der Grabstein für die 1392 verstorbene Frau des Chorbaumeisters mit einer Darstellung der Kreuzigung Christi und, ebenfalls mit einer Kreuzigungsdarstellung, der Grabstein der 1456 verstorbenen Frau eines Steinmetzen. Weitere Grabsteine entstanden im 16. und 17. Jahrhundert.
Etwa 1450 entstand im Chor ein Wandgemälde der Entschlafung Mariens sowie Ende des 15. Jahrhunderts ein Wandgemälde des Heiligen Christophorus im Langhaus. Eine zweigeschossige Ölberggruppe außen an der Kirche stammt aus dem 15. Jahrhundert, der von Schreiner Jacob Reinhard gefertigte Altar aus dem Jahr 1696.
Es gibt keinen Nachweis in Form von Rechnungen oder Akten, wer die über dem Hochaltar befindliche Madonna im Strahlenkranz gefertigt hat, doch wird sie dem flandrischen Bildhauer Jakob van der Auwera zugeschrieben. Diese Vermutung wurde erstmals von der Tochter des Kunsthistorikers Theodor Henner geäußert, die in der Hammelburger Pfarrei tätig war. Dabei wurde die Madonna mit der Hausmadonna des Dompfarrhauses in Würzburg und der Madonna in der Pfarrkirche von Gereuth verglichen.

### 17. bis 19. Jahrhundert
Aufgrund von Unklarheiten in der Zuständigkeit des Bistums Fulda und des Bistums Würzburg fanden nur wenige geregelte Visitationen statt. Der einzige „große“ Visitationsbericht stammt vom 30. August 1656 und beschreibt die sieben Altäre sowie die zahlreichem gemalten Bilder der Kirche, während der Visitationsbericht des Jahres 1674 verschiedene Reinigungsmaßnahmen im Kirchengebäude anmahnt.
Während der 1830er-Jahre wurden zahlreiche zur Kirchenausstattung gehörende Figuren und Bilder verkauft. Zu den übrig gebliebenen Figuren gehören die Rokokofigur St. Anna und eine aus dem 15. Jahrhundert stammende Pietà. Beide Figuren wurden vom Vergolder Michael Klüpfel aus Thüngersheim neu gefasst.
Im Jahr 1837 erfolgte eine erste große Renovierung der Kirche, bei der die Hand- und Spannfronde von der Stadt Hammelburg zu leisten waren; die Gebrüder Schmitt aus Euerdorf wurden für 225 Gulden mit den Tüncherarbeiten beauftragt. Im Rahmen dieser Renovierung wurden die Fresken des heiligen Christophorus und der Entschlafung Mariens im Chor freigelegt; sie galten Ende des 17. Jahrhunderts und Anfang des 18. Jahrhunderts als „nicht mehr zeitgemäß“ und waren übermalt worden. Der barocke Hochaltar wurde renoviert und seine sieben Figuren neu gefasst. Von diesen sind noch die Figur des Christus Salvator (heute am Nordeingang der Kirche) und die beiden Patrone des Ortes Johannes der Täufer und des heiligen Laurentius (beide am Chorbogen) vorhanden.
Beim Brand vom 25. April 1854 wurden 464 Wohnhäuser und der Turm der St.-Johannes-der-Täufer-Kirche zerstört; Pfarrer Michael Bäuerlein wurde von Johannes Reu aus Frankenbrunn aus dem zusammenstürzenden Schulhaus gerettet.
Im Jahr 1855 wurde eine St.-Johannes-Glocke neu gegossen, nach dem alle Glocken mit dem Turm zerstört worden waren.
Im Jahr 1862 erarbeitete Pfarrer Georg Michael Rappert einen Plan zu einer Erweiterung der Kirche. Die Stadtverwaltung lehnte jedoch eine Übernahme der Kosten in Höhe von 4.000 Gulden ab, da die Neuerrichtung des abgebrannten Kirchturms bereits 10.000 Gulden gekostet hatte.
Im Jahr 1873 begann eine Restaurierung der Kirche, deren Kosten in Höhe von 7.000 Gulden aus der Carl-von-Heß'schen Sozialstiftung beglichen wurden. Am 4. Juni 1883 wurde der Verein zur Erneuerung der Pfarrkirche von Hammelburg gegründet; er löste sich im Jahr 1893 wieder auf. Im Rahmen der Restaurierung wurden eine Kanzel, ein Marienaltar und ein neuer Kreuzaltar (alle von der Barth’schen Kunstanstalt im neugotischen Stil gefertigt) aufgestellt. Im Jahr 1879 wurde der Kreuzaltar nach Windheim (heute Ortsteil von Wartmannsroth) für die dortige St.-Ägidius-Kirche verkauft, wo der von Johann Peter Wagner angefertigte Altar abgebrannt war.
Im Rahmen der Restaurierung wurde nach Berichterstattung des Hammelburger Journals am 31. Oktober 1889 der bisherige barocke Hochaltar niedergelegt und durch einen von Valentin Weidner gefertigten Hochaltar ersetzt. Der Altar zeigte die Taufe Jesu durch Johannes den Täufer, während die Seitentafeln im während der Fastenzeit geschlossenen Zustand das Letzte Abendmahl (links) und das Opfer des Priesterkönigs Melchisedech (rechts) sowie im geöffneten Zustand die Verteidigungsrede des Apostels Paulus auf dem Areopag (links) und die Übergabe der Schlüsselgewalt an den Apostel Petrus (rechts) darstellten. Nach den im Diözesanarchiv bekannten Akten stammten die Kunstschreinerarbeiten von der Barth’schen Kunstschreinerei aus Würzburg, die mit einer Summe von 5.750 Gulden abgerechnet wurden. Von Weidner existiert lediglich eine handschriftliche Quittung vom 30. April 1890 über 130 Mark für eine „Mutter-Gottes-Statue zum Mittragen bei Prozessionen“, was vermuten lässt, dass Kunstschreiner Barth den Altaraufbau selbst anfertigte, während Weidner die Altarflügel und die Figuren schnitzte. Mit der neuen Orgel am 19. Dezember 1993 wurde auch Weidners aus dem ehemaligen Amtsgerichtsgefängnis zurückversetzte Hochaltar neu eingeweiht. Die zwei Flügel wurden in diesem Rahmen so gespalten, dass nun aller vier Reliefs gleichzeitig sichtbar sind.
Im Jahr 1896 wurde – diesmal unter Pfarrer Georg Göpfert – ein weiterer Versuch zu einer Erweiterung der Kirche unternommen. Die Kammer des Inneren, Würzburg, lehnte das Ansinnen jedoch mit der Begründung ab, dass eine Kirchenerweiterung eine Beseitigung von Ölbergkapelle und Epitaphien erfordern würde.
Im Jahr 1926 ergänzten die Gebrüder Klaus aus Heidingsfeld das Geläut auf vier Glocken. Die neuen Glocken trugen die Namen Muttergottesglocke, St.-Josefs-Glocke und Taufglocke. 1942 mussten die vier Glocken abgeliefert werden. Sie kamen nicht zurück.

### Renovierung von 1950
Während der Renovierung von 1950 wurde eine Einwölbung vorgenommen, überstrichene Fresken, Gewölberippen und Säulen wurden freigelegt. Ferner wurde die Auwera-Madonna erneuert. Der Altar wurde abgebaut, seine Figuren und Flügel wurden in das ehemalige Landgerichtsgefängnis verbracht. Bei der Zerlegung des Altars fand man einen in lateinischer Sprache abgefassten Brief vom 1. November 1889, der die vom Verein zur Erneuerung der Pfarrkirche von Hammelburg finanzierte Renovierung der Kirche im Jahr 1889 schildert. Wie es in dem Brief heißt, wurde der Altar von Weidner und der Chor von Clemens Schraivogel errichtet.

### Glockenweihe 1953
Am 20. September wurde das neue Geläute aus fünf Bronzeglocken geweiht. Die Glockengießerei Karl Czudnochowsky in Erding hatte es gegossen.
| Nr. | Name         | Schlagton | Gewicht | Inschrift |
| --- | ------------ | --------- | ------- | --- |
| 1   | St. Johannes | d´        | 1400 kg | Durch Buße zum Frieden, so predigte Johannes der Täufer am Jordanstrand; durch Buße zum Frieden, so rufe ich vom Turm ins Land! |
| 2   | Muttergottes | f´        | 900 kg  | Segne unsere Heimat, schütz´ das ganze Land, halte über alle, Mutter, deine Hand.                                               |
| 3   | St. Josef    | g´        | 600 kg  | Hl. Josef komm´ uns zu Hilf in unserer Not und steh´ zur Seite uns beim Tod.                                                    |
| 4   | Bonifatius   | a´        | 400 kg  | Für Hammelburg die Gnad´ erfleh, dass stets es fest im Glauben steh´, o hl. Bonifatius!                                         |
| 5   | Sturmius     | c´´       | 250 kg  | St. Sturmius, ora et labora, ut in omnibus glorificetur deus.                                                                   |

### Orgel
Die gegenwärtige Orgel der Stadtpfarrkirche stammt aus dem Jahr 1993 und wurde von der Bonner Manufaktur Johannes Klais Orgelbau gefertigt. Sie verfügt über 44 Register, verteilt auf 3 Manuale und Pedal. Besonderheit der eigens für die Hammelburger Stadtpfarrkirche konzipierten Orgel ist neben einem per Registerzug ausfahrbaren Hammelkopf auch das Register „Trautles-Regal“, dessen Pfeifenoptik einer Weinrebe nachempfunden wurde.
Disposition:
| Rückpositiv, C–a3 |        |
| Prästant          | 8′     |
| Flautravers       | 8′     |
| Copula            | 8′     |
| Principal         | 4′     |
| Rohrflöte         | 4′     |
| Nasard            | 2 ⁄3′  |
| Blockflöte        | 2′     |
| Terz              | 1 3⁄5′ |
| Sifflet           | 1′     |
| Scharf IV         | 1 ⁄3′  |
| Cromorne          | 8′     |
| Tremulant         |        |
| Nachtigall        |        |
| Hammel            |        |

| Hauptwerk C–a3 |       |
| Bordun         | 16'   |
| Principal      | 8'    |
| Salicional     | 8'    |
| Gedackt        | 8'    |
| Octave         | 4'    |
| Spitzflöte     | 4'    |
| Quinte         | 2 ⁄3′ |
| Superoctave    | 2'    |
| Mixtur IV      | 2'    |
| Cymbel III     | 1'    |
| Trompette      | 8'    |
| Clairon        | 4'    |
| Trautles-Regal | 8'    |

| Solo, schwellbar C–a3 |       |
| Viola da Gamba        | 8'    |
| Unda maris            | 8'    |
| Rohrflöte             | 8'    |
| Fugara                | 4'    |
| Flûte octaviante      | 4'    |
| Flageolet             | 2'    |
| Larigot               | 1 ⁄3′ |
| Cornet V              | 8'    |
| Basson                | 16'   |
| Hautbois              | 8'    |
| Voix humaine          | 8'    |
| Tremulant             |       |

| Pedal C–g1  |         |
| Principal   | 16'     |
| Subbass     | 16′     |
| Quinte      | 10 2⁄3′ |
| Oktavbass   | 8′      |
| Violoncello | 8'      |
| Superoctave | 4'      |
| Mixtur IV   | 2 ⁄3′   |
| Bombarde    | 16'     |
| Posaune     | 8'      |

- Koppeln: I/II, III/II, III/I, I/P, II/P, III/P

### Erweiterung der Kirche von 1957/1958
Im Jahr 1956 gab es auf Betreiben von Ortspfarrer Oscar Röll die ersten Weichenstellungen zur Erweiterung der Kirche, für die sich auch der Würzburger Bischof Julius Döpfner während der im April 1956 in Hammelburg stattfindenden Firmung aussprach. Sie geschah unter der Oberleitung des Würzburger Dombaumeisters Hans Schädel und der Bauleitung des Architekten Hanns Ruser. Rusers am 9. Januar 1957 vorgelegte Pläne wurden am 25. April 1957 nach anfänglichen bautechnischen Bedenken und Unklarheiten bei der Finanzierung von der Diözese Würzburg, dem Bayerischen Landesamt für Denkmalpflege und dem Bayerischen Staatsministerium für Unterricht und Kultus genehmigt. Die Finanzierung erfolgte mit Unterstützung des Bischöflichen Ordinariats, der Pfarrgemeinde sowie der Bundeswehr, der die Kirche als Ort für größere Feierlichkeiten diente.
Bei den Bauarbeiten von August 1957 bis September 1958 wurde das Mittelschiff um zwei Joche (insgesamt 16 m) nach Westen erweitert; Portalwand und Doppelempore wurden dabei zerlegt und deren Steine 16 Meter weiter neu zusammengesetzt. Dabei gelang es Architekt Ruser, das Rippengewölbe in gotischer Bauweise zu mauern. In diesem Zusammenhang wurde das 1950 eingesetzte Rapidgewölbe des Mittelschiffes durch ein echtes Gewölbe ersetzt und der Stil der Empore dabei nachempfunden. Im Zuge der Erweiterung musste die Ölbergkapelle auf das Fundament des ehemaligen Stadtmauereckturms versetzt werden. Am 30. November 1959 wurde der Hochaltar von Bischof Josef Stangl konsekriert.
Nachdem das Landratsamt Hammelburg eine Einstellung der Bauarbeiten gefordert hatte, weil „in gestalterischer Hinsicht die baupolizeiliche Genehmigung nicht eingeholt worden war“, wurde am 9. Januar 1959 Dekan Oscar Röll „wegen Baugefährdung“ vor das Amtsgericht Hammelburg geladen, doch stellte die Staatsanwaltschaft Schweinfurt das Verfahren am 20. April 1959 ein.